# 千金駅
千金駅（ちがねえき）は、島根県江津市金田町にあった、西日本旅客鉄道（JR西日本）三江線の駅（廃駅）である。
列車運休時の代行バスや、2012年（平成24年）10月1日から12月31日まで実施されたJR三江線増便社会実験で運行されたバス便は周辺道路が狭いこともあり、すべて当駅を通過していた。
三江線の廃止に伴い、2018年（平成30年）4月1日に廃駅となった。

## 歴史
- 1958年（昭和33年）7月14日：隣接する江津本町駅と同時に、三江北線（当時）の石見江津駅（現・江津駅） - 川平駅間に新設開業。旅客のみ取り扱い。
  - 当時の所在地表示は島根県江津市大字金田イであった。
- 1975年（昭和50年）
  - 8月31日：当駅を含む江津駅 - 三次駅間が全通したため三江北線が現行の三江線の一部となり、当駅も同線の所属駅となる[4]。
  - 時期不明：町名の改称に伴い、所在地表示が島根県江津市金田町イになる。
- 1987年（昭和62年）4月1日：国鉄分割民営化により、西日本旅客鉄道が継承[4]。
- 2018年（平成30年）4月1日：三江線の全線廃止に伴い、廃駅となる[3]。

## 駅構造
浜原方面に向かって左側に、単式ホーム1面1線を有する地上駅（停留所）であった。廃止時は浜田鉄道部が管理する無人駅で、ホーム上に待合室兼用の駅舎があるのみの簡素な駅であった。乗車時は、直接ホームに入る形状になっており、自動券売機等の設備はなかった。
2019年（令和元年）7月時点で、当駅の旧駅舎（待合室）は撤去されていた。また、かつての駅構内や駅付近の線路には、草が生い茂っていた。

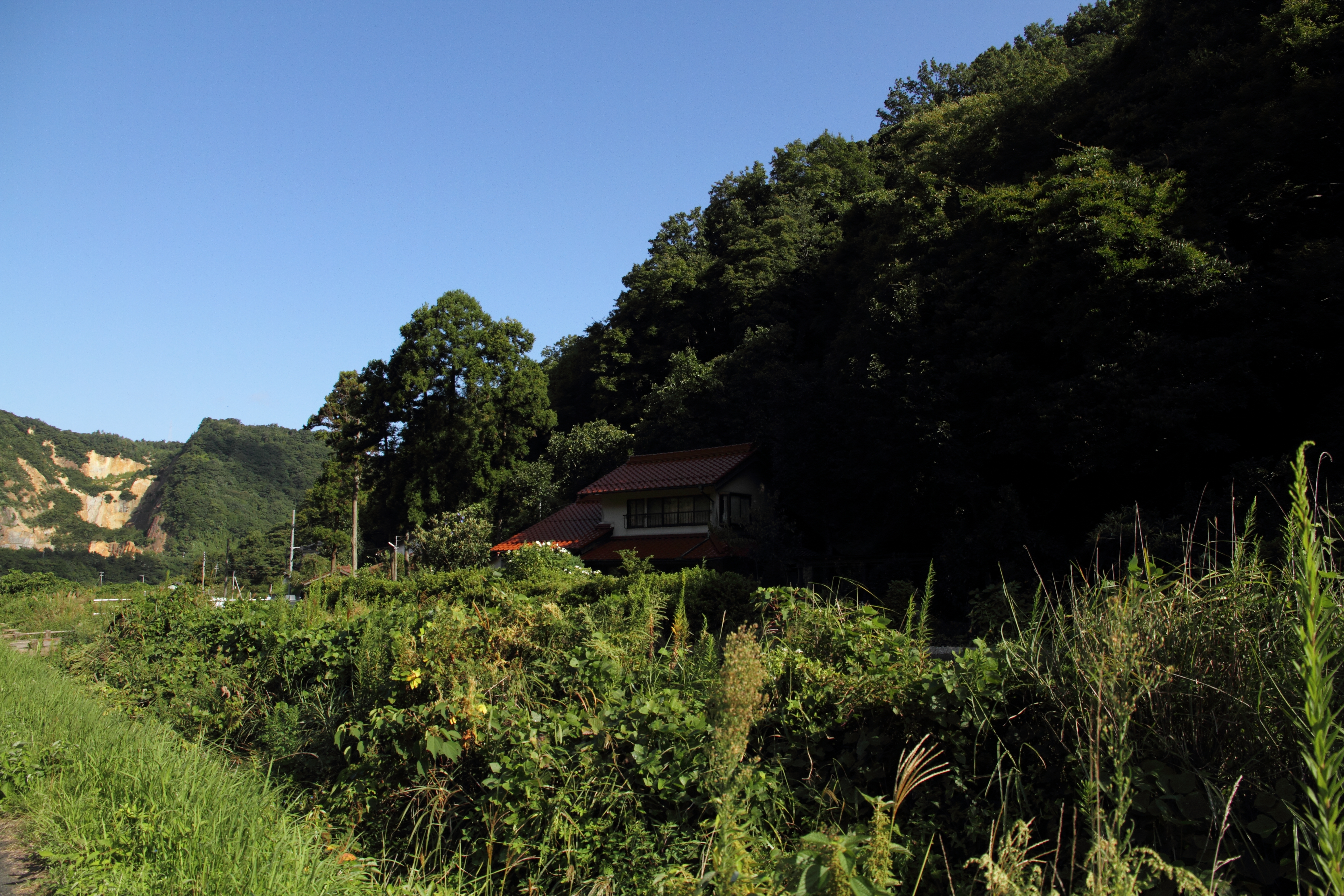
駅全景。草が多い茂っている状態である（2019年9月）
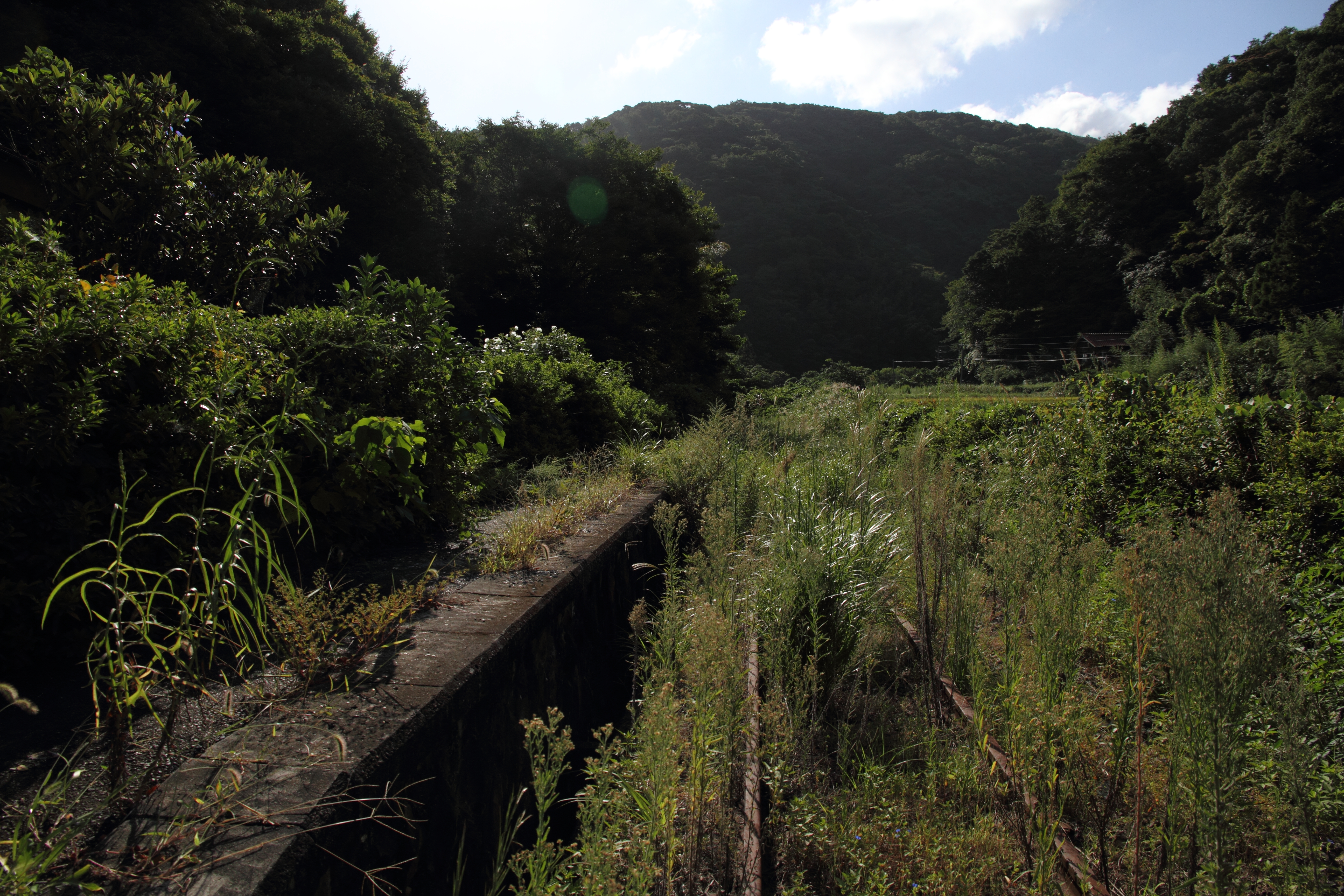
駅構内。かつてあった待合室は撤去されており、駅構内へは立入禁止となっている（2019年9月）
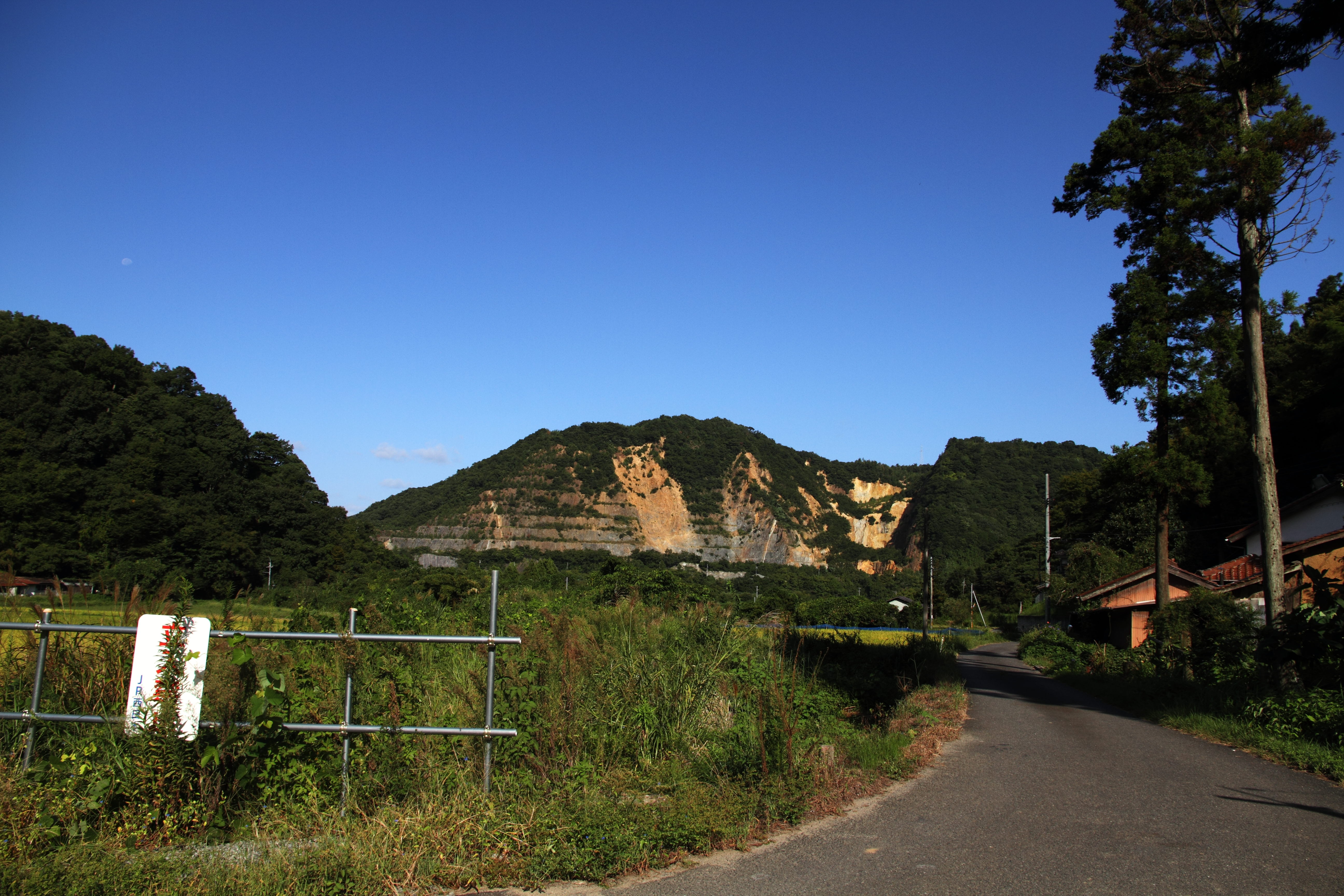
周辺の様子（2019年9月）

## 利用状況
近年の1日平均乗車人員は以下の通りである。なお、1994年度は14人、1984年度は21人だった。
| 乗車人員推移 | 乗車人員推移 |
| 年度         | 1日平均人数  |
| ------------ | ------------ |
| 1999         | 9            |
| 2000         | 9            |
| 2001         | 8            |
| 2002         | 5            |
| 2003         | 4            |
| 2004         | 2            |
| 2005         | 1            |
| 2006         | 1            |
| 2007         | 1            |
| 2008         | 1            |
| 2009         | 0            |
| 2010         | 1            |
| 2011         | 0            |
| 2012         | 0            |
| 2013         | 1            |
| 2014         | 0            |
| 2015         | 0            |
| 2016         | 0            |
| 2017         | 2            |

## 駅周辺
山あいの小さな集落である。民家は数軒程度。
- 島根県道112号三次江津線
- 江の川

## バス路線
以下のバス路線がある（2022年4月1日現在）。
- 江津市生活バス 江津川平線 千金停留所[5]

## その他
- 三江線活性化協議会により、石見神楽の演目名にちなんだ「日本武尊」（やまとたけるのみこと）の愛称が付けられていた。「千金」の由来でもある当地で採れた良質の砂鉄から、ヤマトタケルが帯びる草薙剣を連想させている[1][2]。[6]。

## 隣の駅
西日本旅客鉄道（JR西日本）
 三江線
江津本町駅 - 千金駅 - 川平駅

#### 統計資料
1. ↑  “島根県統計書”. しまね統計情報データベース.   島根県政策企画局. 2025年2月5日閲覧。